# Jack Fowler (cầu thủ bóng đá, sinh năm 1902)
John Collier Fowler (17 tháng 11 năm 1902 – 1979) là một cầu thủ bóng đá người Anh thi đấu ở vị trí hậu vệ cho Bradford City và Torquay United ở thập niên 1920 và 1930.